# Black sessions
Les Black sessions étaient des concerts enregistrés pendant l'émission C'est Lenoir, de Bernard Lenoir (et diffusé en direct sur France Inter), ouvertes au public (retrait d'invitation, inscription…). Un certain nombre d'enregistrements ont donné lieu à des albums,,.
Les Studios 104, 105 et 106 se trouvent à la Maison de Radio France à Paris.
Elles débutent en 1992 et s'interrompent en 2011,. Des prestations de The Cure, Radiohead, R.E.M, The Divine Comedy, P. J. Harvey, Pulp, Suede, Tindersticks, Dominique A, Katerine, Jean-Louis Murat, Franz Ferdinand ou Florent Marchet ont été diffusées.

## Historique des sessions
| Date                     | No                          | Artiste                                                                            | Lieu                              |
| ------------------------ | --------------------------- | ---------------------------------------------------------------------------------- | --------------------------------- |
| 25/02/1992               | 1                           | Welcome to Julian                                                                  | Studio 105                        |
| 10/03/1992               | 2                           | Ian McCulloch                                                                      | Studio 105                        |
| 30/03/1992               | 3                           | James                                                                              | Studio 105                        |
| 07/04/1992               | 4                           | Peter Astor                                                                        | Studio 105                        |
| 28/04/1992               | 5                           | The High Llamas                                                                    | Studio 105                        |
| 06/05/1992               | 6                           | The House of Love                                                                  | Studio 105                        |
| 12/05/1992               | 7                           | Pelé                                                                               | Studio 105                        |
| 26/05/1992               | 8                           | The Wedding Present                                                                | Studio 105                        |
| 01/06/1992               | 9                           | The Little Rabbits                                                                 | Studio 105                        |
| 30/06/1992               | 10                          | The Adventure Babies                                                               | Studio 105                        |
| 15/09/1992               | 11                          | Inspiral Carpets                                                                   | Studio 105                        |
| 29/09/1992               | 12                          | The Family Cat                                                                     | Studio 105                        |
| 16/10/1992               | 13                          | Paul Weller                                                                        | Studio 105                        |
| 30/10/1992               | 14                          | Moose                                                                              | Studio 105                        |
| 17/11/1992               | 15                          | Pulp                                                                               | Studio 105                        |
| 30/11/1992               | 16                          | Noir Désir                                                                         |                                   |
| 15/12/1992               | 17                          | The Sundays                                                                        | Studio 105                        |
| 12/01/1993               | 18                          | Belly                                                                              | Studio 105                        |
| 28/01/1993               | 19                          | Suede                                                                              | Studio 105                        |
| 12/02/1993               | 20                          | Galliano                                                                           | Studio 105                        |
| 23/02/1993               | 21                          | Radiohead                                                                          | Studio 105                        |
| 02/03/1993               | 22                          | Dinosaur Jr                                                                        | Studio 105                        |
| 30/03/1993               | 23                          | Dominique A et Stereolab                                                           | Studio 105                        |
| 06/04/1993               | 24                          | Dr Phibes and the House of Wax Equations                                           | Studio 105                        |
| 20/04/1993               | 25                          | Gallon Drunk                                                                       | Studio 105                        |
| 27/04/1993               | 26                          | Ned's Atomic Dustbin                                                               | Studio 105                        |
| 03/05/1993               | 27                          | The Cranberries                                                                    | Studio 105                        |
| 26/05/1993               | 28                          | Gumble                                                                             | Studio 105                        |
| 01/06/1993               | 29                          | Everything but the Girl                                                            | Studio 105                        |
| 08/06/1993               | 30                          | That Petrol Emotion                                                                | Studio 105                        |
| 22/06/1993               | 31                          | Sebadoh                                                                            | Studio 105                        |
| 29/06/1993               | 32                          | Smashing Pumpkins                                                                  | Studio 105                        |
| 10/09/1993               | 33                          | Grant Lee Buffalo                                                                  | Studio 106                        |
| 13/09/1993               | 34                          | The Boo Radleys                                                                    | Studio 106                        |
| 21/09/1993               | 35                          | Moose                                                                              | L'Arapaho (Paris)                 |
| 01/10/1993               | 36                          | Sidi Bou Said                                                                      | L'Arapaho (Paris)                 |
| 11/10/1993               | 37                          | The Breeders                                                                       | Studio 104                        |
| 26/10/1993               | 38                          | Mazzy Star                                                                         | Studio 106                        |
| 09/11/1993               | 39                          | Lloyd Cole                                                                         | Studio 106                        |
| 16/11/1993               | 40                          | Teenage Fanclub                                                                    | L'Arapaho (Paris)                 |
| 25/11/1993               | 41                          | Stuart Moxham                                                                      | Théâtre de la Croix-Rousse (Lyon) |
| 06/12/1993               | 42                          | Yo La Tengo                                                                        | Studio 106                        |
| 28/01/1994               | 43                          | Martin Newell                                                                      | Studio 105                        |
| 04/02/1994               | spécial anniversaire 2 ans, | Dominique A, Moose, Ian McCulloch (Space Face) et Cocteau Twins                    | Studio 105                        |
| 09/02/1994               | 44                          | Tindersticks                                                                       | La Salamandre (Strasbourg)        |
| 15/02/1994               | 45                          | My Life Story                                                                      | Studio 105                        |
| 25/02/1994               | 46                          | Magnapop                                                                           | Studio 105                        |
| 01/03/1994               | 47                          | The Posies                                                                         | Studio 105                        |
| 08/03/1994               | 48                          | Sleeper                                                                            | Studio 105                        |
| 15/03/1994               | 49                          | Pulp                                                                               | Studio 106                        |
| 31/03/1994               | 50                          | Daryll-Ann, Elastica et Blue Aeroplanes                                            | L'Aéronef (Lille)                 |
| 06/04/1994               | Ledu Session                | Morphine                                                                           | Le Melody (Brest)                 |
| 25/04/1994               | 51                          | Sharkboy                                                                           | Studio 105                        |
| 10/05/1994               | 52                          | Toasted Heretic et Swell                                                           | Studio 105                        |
| 26/05/1994               | [ 10 ]                      | Kat Onoma                                                                          | La Laiterie (Strasbourg)          |
| 02/06/1994               | 53                          | Ride                                                                               | Studio 105                        |
| 10/06/1994               | 54                          | Frank Black                                                                        | Studio 105                        |
| 28.06.1994               | 55                          | Lush                                                                               | Studio 105                        |
| 06/09/1994               | 56                          | The Jesus and Mary Chain                                                           | Studio 105                        |
| 16/09/1994               | 57                          | Compulsion                                                                         | Studio 105                        |
| 27/09/1994               | 58                          | The Catchers (en)                                                                  | Studio 105                        |
| 04/10/1994               | 59                          | Suede                                                                              | Studio 105                        |
| 21/10/1994               | 60                          | The Divine Comedy, Echobelly et Chumbawamba                                        | Studio 105                        |
| 28/10/1994               | 61                          | Strangelove                                                                        | Studio 105                        |
| 08/11/1994               | 62                          | Edwyn Collins                                                                      | Studio 105                        |
| 17/11/1994               | 63                          | Love Spit Love                                                                     | Studio 105                        |
| 09/12/1994               | 64                          | Drive Blind, Goya Dress et Sleeper                                                 | Le Chat bleu (Bordeaux)           |
| 24/01/1995               | 65                          | Veruca Salt                                                                        | Studio 105                        |
| 14/02/1995               | [ 10 ]                      | Heather Nova                                                                       | Bar La Plage parisienne (Paris)   |
| 16/02/1995               | 66                          | Throwing Muses                                                                     | Studio 105                        |
| 21/02/1995               | 67                          | Weezer et Radiohead                                                                | Studio 105                        |
| 01/03/1995               | 68                          | Marion                                                                             | Studio 104                        |
| 07/03/1995               | 69                          | Dodgy, The Wolfgang Press et Belly                                                 | Studio 105                        |
| 04/04/1995               | 70                          | Tindersticks                                                                       | Studio 105                        |
| 20/04/1995               | 71                          | Pond (en)                                                                          | Studio 105                        |
| 06/04/1995               | 72                          | Bandit Queen                                                                       | Théâtre municipal de Cognac       |
| 17/05/1995               | 73                          | Silvain Vanot                                                                      | Studio 106                        |
| 29/05/1995               | 74                          | Dominique A                                                                        | Studio 105                        |
| 12/06/1995               | 75                          | Catatonia                                                                          | Studio 106                        |
| 27/06/1995               | 76                          | Supergrass                                                                         |                                   |
| 30/06/1995               | 77                          | Therapy?                                                                           | Studio 105                        |
| 12/09/1995               | 79                          | Electrafixion                                                                      | Studio 105                        |
| 18/09/1995               | 79bis                       | Lloyd Cole                                                                         | Studio 106                        |
| 26/09/1995               | 80                          | Natacha Atlas                                                                      | Studio 105                        |
| 06/10/1995               | 81                          | Perfume et Elcka                                                                   | Studio 105                        |
| 18/10/1995               | 82                          | The Nits                                                                           | Studio 105                        |
| 27/10/1995               | 83                          | Gang of Four                                                                       | Studio 105                        |
| 30/10/1995               | 84                          | Pulp                                                                               | Studio 106                        |
| 17/11/1995               | 85                          | Mojave 3 et Done Lying Down                                                        | Studio 105                        |
| 22/12/1995               | 86                          | Amiesh et Cocteau Twins                                                            | Studio 105                        |
| 30/01/1996               | 87                          | Moloko                                                                             | Studio 105                        |
| 06/02/1996               | 88                          | Maria McKee                                                                        | Studio 105                        |
| 15/02/1996               | 89                          | Ruby                                                                               | Studio 105                        |
| 27/02/1996               | 90                          | Walkabouts                                                                         | Studio 105                        |
| 05/03/1996               | 91                          | The Auteurs                                                                        | Studio 105                        |
| 21/03/1996               | 92                          | Whipping Boy                                                                       | Studio 106                        |
| 29/03/1996               | 93                          | Bel Canto                                                                          | Studio 105                        |
| 05/04/1996               | 94                          | The Rentals                                                                        | Studio 105                        |
| 19/04/1996               | 95                          | Sleeper                                                                            | Studio 105                        |
| 17/05/1996               | 96                          | Compulsion                                                                         | Studio 105                        |
| 28/05/1996               | 97                          | Sheer                                                                              | Studio 105                        |
| 24/06/1996               | 98                          | The Longpigs                                                                       | Studio 105                        |
| 28/06/1996               | 99                          | Jack                                                                               | Studio 105                        |
| 28/10/1996               | 100                         | Linoleum                                                                           | Studio 105                        |
| 03/03/1997               | 101                         | Beth Orton                                                                         | Studio 105                        |
| 24/03/1997               | 102                         | Geneva                                                                             | Studio 105                        |
| 10/04/1997               | 103                         | Swell                                                                              | Studio 104                        |
| 30/04/1997               | 104                         | Jay-Jay Johanson                                                                   | Studio 105                        |
| 06/05/1997               | 105                         | Tarnation                                                                          | Studio 105                        |
| 27/05/1997               | 106                         | Gus Gus                                                                            | Studio 105                        |
| 03/06/1997               | 107                         | Miossec                                                                            | Studio 105                        |
| 25/06/1997               | 108                         | Echo and the Bunnymen                                                              | Studio 106                        |
| 30/06/1997               | 109                         | Placebo                                                                            | Studio 105                        |
| 09/09/1997               | 110                         | Spiritualized                                                                      | Studio 105                        |
| 07/10/1997               | 111                         | Travis                                                                             | Studio 105                        |
| 07/10/1997               | 111                         | Cornershop                                                                         | Studio 105                        |
| 15/10/1997               | 112                         | The Verve                                                                          | Studio 105                        |
| 04/11/1997               | 113                         | Grandaddy                                                                          | Studio 105                        |
| 04/11/1997               | 113                         | Labradford                                                                         | Studio 105                        |
| 25/11/1997               | 114                         | Silvain Vanot                                                                      | Studio 105                        |
| 16/12/1997               | 115                         | Yo La Tengo                                                                        | Studio 105                        |
| 05/01/1998               | 116                         | The High Llamas                                                                    | Studio 105                        |
| 26/01/1998               | 117                         | Guy Chadwick et Jean-Louis Murat                                                   | Studio 104                        |
| 03/02/1998               | 118                         | Yann Tiersen                                                                       | Studio Charles-Trenet (Paris)     |
| 23/02/1998               | 119                         | Mogwai                                                                             | Studio 105                        |
| 03/03/1998               | 120                         | Smoke City                                                                         | Studio 105                        |
| 17/03/1998               | 121                         | Tanger                                                                             | Studio 105                        |
| 26/03/1998               | 122                         | Tortoise                                                                           | Studio 104                        |
| 21/04/1998               | 123                         | Perry Blake                                                                        | Studio 105                        |
| 27/04/1998               | 124                         | Unbelievable Truth                                                                 | Studio 105                        |
| 12/05/1998               | 125                         | Drugstore                                                                          | Studio 105                        |
| 19/05/1998               | 126                         | Nick Cave and the Bad Seeds                                                        | Salle Le Réservoir (Paris)        |
| 09/06/1998               | 127                         | The Delgados                                                                       | Studio 105                        |
| 22/06/1998               | 128                         | The Divine Comedy                                                                  | Studio 104                        |
| 14/09/1998               | 129                         | PJ Harvey                                                                          | Cabaret Sauvage (Paris)           |
| 05/10/1998               | 130                         | Belle and Sebastian                                                                | Studio 105                        |
| 06/10/1998               | 131                         | Baby Bird                                                                          | Studio 105                        |
| 22/10/1998               | 132                         | Hefner                                                                             | Studio 105                        |
| 27/10/1998               | 133                         | Placebo                                                                            | Studio 105                        |
| 17/11/1998               | 134                         | The Boo Radleys                                                                    | Studio 105                        |
| 02/12/1998               | 135                         | Yann Tiersen (& invités)                                                           | TNB (Rennes)                      |
| 22/12/1998               | 136                         | Mangu                                                                              | Studio 104                        |
| 26/01/1999               | 137                         | Bonnie Prince Billy                                                                | Studio 105                        |
| 23/02/1999               | 138                         | Cha Cha Cohen                                                                      | Studio 105                        |
| 09/03/1999               | 139                         | dEUS                                                                               | Studio 105                        |
| 25/03/1999               | 140                         | Ben Lee                                                                            | Studio 105                        |
| 30/03/1999               | 141                         | Erik Arnaud et Statics                                                             | Studio 105                        |
| 06/04/1999               | 142                         | Dominique A                                                                        | Studio 105                        |
| 10/05/1999               | 143                         | Pavement                                                                           | Boule Noire (Paris)               |
| 31/05/1999               | 144                         | Suede                                                                              | Studio 105                        |
| 10/06/1999               | 145                         | Luscious Jackson                                                                   | Studio 105                        |
| 28/06/1999               | 146                         | P 18                                                                               | Studio 105                        |
| 06/09/1999               | 147                         | Ben et Jason                                                                       | Studio 105                        |
| 23/09/1999               | 148                         | Supergrass                                                                         | Studio 105                        |
| 21/10/1999               | 149                         | Death in Vegas                                                                     | Studio 106                        |
| 15/11/1999               | 150                         | The Beta Band                                                                      | La Nef (Angoulême)                |
| 23/11/1999               | 151                         | Gomez et Joseph Arthur                                                             | Rockstore (Montpellier)           |
| 01/12/1999               | 152                         | Jean-Louis Murat                                                                   | Salle de la Cité (Rennes)         |
| 20/12/1999               | 153                         | Les Négresses Vertes                                                               | Studio 105                        |
| 25/01/2000 et 14/02/2000 | 154                         | Laïka                                                                              | Studio 105                        |
| 02/02/2000               | 155                         | Venus                                                                              | Studio 106                        |
| 24/02/2000               | 156                         | Primal Scream - annulée en raison d'une tournée d'un mois au Japon et en Australie |                                   |
| 15/03/2000               | 157                         | Louise Attaque, 16 Horsepower et Cornu                                             | Studio 104                        |
| 23/03/2000               | 158                         | Eels                                                                               | Studio 105                        |
| 03/04/2000               | 159                         | Madrugada                                                                          | Studio 105                        |
| 10/04/2000               | 160                         | Rita Mitsouko                                                                      | Le Trabendo (Paris)               |
| 17/04/2000               | 161                         | Autour de Lucie                                                                    | Studio 105                        |
| 04/05/2000               | 162                         | Broadcast et Ignatus                                                               | Studio 105                        |
| 22/05/2000               | 163                         | Calexico                                                                           | Studio 105                        |
| 12/03/2001               | 164                         | The Little Rabbits                                                                 | Studio 105                        |
| 30/04/2001               | 165                         | Superheroes et Elk City                                                            | Studio 105                        |
| 14/05/2001               | 166                         | Kat Onoma                                                                          | Studio 105                        |
| 11/06/2001               | 167                         | Jude                                                                               | Studio 105                        |
| 18/06/2001               | 168                         | Lift to Experience                                                                 | Studio 105                        |
| 25/06/2001               | 169                         | Ed Harcourt                                                                        | Studio 105                        |
| 28/08/2001               | 170                         | Mercury Rev                                                                        | Studio 105                        |
| 01/10/2001               | 171                         | Michael J. Sheehy                                                                  | Studio 105                        |
| 28/01/2002               | 172                         | Erik Arnaud                                                                        | Studio 105                        |
| 18/02/2002               | 173                         | Dominique A                                                                        | Studio 105                        |
| 04/03/2002               | 174                         | Röyksopp                                                                           | Studio 105                        |
| 25/03/2002               | 175                         | Jack                                                                               | Studio 105                        |
| 15/04/2002               | 176                         | Perry Blake                                                                        | Studio 105                        |
| 22/04/2002               | 177                         | Rubin Steiner et Rinôçérôse                                                        | Studio 105                        |
| 25/04/2002               | 178                         | Les femmes s'en mêlent (Margo et Gemma Hayes)                                      | Studio 105                        |
| 14/06/2002               | 179                         | Shivaree                                                                           | Studio 105                        |
| 27/08/2002               | 180                         | Interpol                                                                           |                                   |
| 16/09/2002               | 181                         | Nada Surf                                                                          | Studio 105                        |
| 14/10/2002               | 182                         | Overhead                                                                           |                                   |
| 02/12/2002               | 183                         | Katerine                                                                           | Studio 105                        |
| 16/12/2002               | [ 13 ]                      | Dominique A                                                                        | Studio 106                        |
| 27/01/2003               | 184                         | Ginger Ale                                                                         | Studio 105                        |
| 12/02/2003               | 185                         | Erlend Øye et The Full Effect                                                      | Studio 105                        |
| 03/03/2003               | 186                         | Tanger                                                                             | Studio 105                        |
| 24/03/2003               | 187                         | Tom McRae                                                                          | Studio 105                        |
| 27/03/2003               | 188                         | The Kills                                                                          | Studio 106                        |
| 07/04/2003               | 189                         | Émilie Simon                                                                       | Studio 105                        |
| 14/04/2003               | 190                         | Turin Brakes                                                                       | Studio 105                        |
| 21/04/2003               | 191                         | Goldfrapp                                                                          | Studio 105                        |
| 05/05/2003               | 192                         | Hoggboy                                                                            | Studio 105                        |
| 27/05/2003               | 193                         | The Dandy Warhols                                                                  | Studio 105                        |
| 16/06/2003               | 194                         | Elysian Fields                                                                     | Studio 105                        |
| 23/06/2003               | 195                         | Grandaddy                                                                          | Studio 105                        |
| 28/08/2003               | 196                         | The Raveonettes                                                                    | Studio 105                        |
| 22/09/2003               | 197                         | Elbow                                                                              | Studio 105                        |
| 02/10/2003               | 198                         | The Rapture                                                                        | Studio 105                        |
| 10/10/2003               | 199                         | Rufus Wainwright                                                                   | Studio 105                        |
| 17/11/2003               | 200                         | The National                                                                       | Studio 105                        |
| 24/11/2003               | 201                         | Black Rebel Motorcycle Club                                                        | Studio 105                        |
| 15/12/2003               | 202                         | The Electric Soft Parade                                                           | Studio 105                        |
| 19/01/2004               | 203                         | Sophia                                                                             | Studio 105                        |
| 09/02/2004               | 204                         | Girls in Hawaii                                                                    | Studio 105                        |
| 26/02/2004               | 205                         | Lambchop                                                                           | Studio 105                        |
| 03/03/2004               | 206                         | Feist                                                                              | Studio 106                        |
| 15/03/2004               | 207                         | The Divine Comedy                                                                  | Studio 105                        |
| 22/03/2004               | 208                         | Autour de Lucie                                                                    | Studio 105                        |
| 30/03/2004               | 209                         | Jean-Louis Murat                                                                   | Studio 105                        |
| 26/04/2004               | 210                         | Tamara Williamson et Under Byen                                                    | Studio 105                        |
| 03/05/2004               | 211                         | Franz Ferdinand                                                                    | Studio 105                        |
| 07/06/2004               | 213                         | Snow Patrol                                                                        | Studio 105                        |
| 10/06/2004               | 214                         | The Beta Band                                                                      | Studio 105                        |
| 28/06/2004               | 215                         | Vive la Fête                                                                       | Studio 105                        |
| 13/09/2004               | 216                         | Florent Marchet                                                                    | Studio 105                        |
| 21/09/2004               | 217                         | Interpol                                                                           | Boule noire (Paris)               |
| 04/10/2004               | 218                         | Rachid Taha                                                                        | Studio 105                        |
| 18/10/2004               | 220                         | Ed Harcourt                                                                        | Studio 105                        |
| 15/10/2004               | 219                         | The Cure                                                                           | Studio 105                        |
| 07/12/2004               | 221                         | The Thrills                                                                        | Studio 105                        |
| 17/01/2005               | 222                         | Gonzales (et invités)                                                              | Studio 105                        |
| 31/01/2005               | 223                         | Mercury Rev                                                                        | Studio 105                        |
| 07/02/2005               | 224                         | Bloc Party                                                                         | Studio 105                        |
| 14/02/2005               | 225                         | Adam Green                                                                         | Studio 105                        |
| 21/02/2005               | 226                         | The Dears                                                                          | Studio 105                        |
| 07/03/2005               | 227                         | Bright Eyes                                                                        | Studio 105                        |
| 14/03/2005               | 228                         | The Kills                                                                          | Studio 105                        |
| 21/03/2005               | 229                         | Andrew Bird                                                                        | Studio 105                        |
| 29/04/2005               | 230                         | The National                                                                       | Studio 105                        |
| 02/05/2005               | 231                         | Shivaree                                                                           | Studio 105                        |
| 11/05/2005               | 232                         | Kaiser Chiefs                                                                      | Studio 106                        |
| 23/05/2005               | 233                         | Tom McRae                                                                          | studio 106                        |
| 30/05/2005               | 234                         | Camille                                                                            | Studio 105                        |
| 20/09/2005               | 235                         | dEUS                                                                               | studio 105                        |
| 03/10/2005               | 236                         | The Dead 60s                                                                       | Studio 105                        |
| 17/10/2005               | 237                         | The Cardigans                                                                      | Studio 105                        |
| 24/10/2005               | 238                         | Elysian Fields                                                                     | Studio 105                        |
| 07/11/2005               | 239                         | Nine Black Alps                                                                    | Studio 105                        |
| 12/12/2005               | 240                         | Katerine                                                                           | Studio 105                        |
| 09/01/2006               | 241                         | Anaïs                                                                              | Studio 105                        |
| 31/01/2006               | 242                         | Clap Your Hands Say Yeah                                                           | Studio 106                        |
| 20/02/2006               | 243                         | Arctic Monkeys                                                                     | Studio 105                        |
| 06/03/2006               | 244                         | Yann Tiersen et ses invités                                                        | Studio 104                        |
| 02/05/2006               | 245                         | Guillemots                                                                         | Studio 106                        |
| 04/05/2006               | 246                         | Belle and Sebastian                                                                | Studio 105                        |
| 22/05/2006               | 247                         | The Spinto Band                                                                    | Studio 106                        |
| 12/06/2006               | 248                         | Arman Méliès                                                                       | Studio 105                        |
| 23/06/2006               | 249                         | The Divine Comedy                                                                  | Studio 105                        |
| 25/09/2006               | 250                         | Sparklehorse                                                                       | Studio 105                        |
| 30/10/2006               | 251                         | The Veils                                                                          | Studio 105                        |
| 20/11/2006               | 252                         | Jarvis Cocker                                                                      | Studio 105                        |
| 27/11/2006               | 253                         | Herman Düne                                                                        | Studio 105                        |
| 04/12/2006               | 254                         | The Long Blondes                                                                   | Studio 105                        |
| 05/12/2006               | 255                         | Viva Voce                                                                          | Studio 105                        |
| 11/12/2006               | 256                         | Klaxons                                                                            | Studio 105                        |
| 18/12/2006               | 257                         | Rachid Taha                                                                        | Studio 105                        |
| 15/01/2007               | 258                         | Nelson                                                                             | Studio 106                        |
| 22/01/2007               | 259                         | Bloc Party                                                                         | Studio 105                        |
| 31/01/2007               | 260                         | The Fratellis                                                                      | Studio 106                        |
| 20/02/2007               | 261                         | Pop Levi                                                                           | Studio 106                        |
| 26/03/2007               | 262                         | Maxïmo Park                                                                        | Studio 105                        |
| 02/04/2007               | 263                         | The Shins                                                                          | Studio 105                        |
| 09/04/2007               | 264                         | !!!                                                                                | Studio 105                        |
| 16/04/2007               | 265                         | Electrelane et Rose Kemp                                                           | Studio 105                        |
| 23/04/2007               | 266                         | Low                                                                                | Studio 105                        |
| 11/06/2007               | 267                         | Editors                                                                            | Studio 105                        |
| 25/06/2007               | 268                         | Art Brut                                                                           | Studio 105                        |
| 11/09/2007               | 269                         | Patrick Watson                                                                     | Studio 105                        |
| 01/10/2007               | 270                         | Anna Ternheim                                                                      | Studio 106                        |
| 14/11/2007               | 271                         | Jack Peñate                                                                        | Studio 106                        |
| 26/11/2007               | 272                         | Beirut                                                                             | Studio 105                        |
| 10/12/2007               | 273                         | 1990s                                                                              | Studio 105                        |
| 17/12/2007               | 274                         | Two Gallants                                                                       | Studio 105                        |
| 21/01/2008               | 275                         | The Wombats                                                                        | Studio 105                        |
| 23/01/2008               | 276                         | Cat Power                                                                          | Studio 106                        |
| 04/02/2008               | 277                         | Sons and Daughters                                                                 | Studio 105                        |
| 18/02/2008               | 278                         | Nada Surf                                                                          | Studio 105                        |
| 03/03/2008               | 279                         | Los Campesinos!                                                                    | Studio 105                        |
| 17/03/2008               | 280                         | The Blakes                                                                         | Studio 105                        |
| 24/03/2008               | 281                         | Rodolphe Burger                                                                    | Studio 105                        |
| 31/03/2008               | 282                         | These New Puritans                                                                 | Studio 105                        |
| 28/04/2008               | 283                         | dEUS                                                                               | Studio 105                        |
| 12/05/2008               | 284                         | Tindersticks                                                                       | Studio 105                        |
| 19/05/2008               | 285                         | The Futureheads                                                                    | Studio 105                        |
| 26/05/2008               | 286                         | Tanger                                                                             | Studio 105                        |
| 10/06/2008               | 286                         | The Kills                                                                          | Studio 106                        |
| 16/06/2008               | 288                         | The Mabuses                                                                        |                                   |
| 08/09/2008               | 289                         | Black Kids                                                                         |                                   |
| 15/09/2008               | 290                         | Mercury Rev                                                                        |                                   |
| 14/10/2008               | 291                         | My Brightest Diamond                                                               |                                   |
| 27/10/2008               | 292                         | Swell                                                                              |                                   |
| 19/01/2009               | 293                         | White Lies                                                                         |                                   |
| 16/02/2009               | 293                         | A Camp                                                                             |                                   |
| 02/03/2009               | 294                         | School of Seven Bells                                                              |                                   |
| 04/03/2009               | 295                         | Loney, Dear                                                                        |                                   |
| 30/03/2009               | 296                         | Elvis Perkins in Dearland                                                          |                                   |
| 20/04/2009               | 297                         | Au Revoir Simone                                                                   |                                   |
| 27/04/2009               | 298                         | Telepathe                                                                          |                                   |
| 04/05/2009               | 299                         | Piers Faccini                                                                      |                                   |
| 25/05/2009               | 300                         | Dominique A                                                                        |                                   |
| 01/06/2009               | 300                         | Bat for Lashes                                                                     |                                   |
| 15/06/2009               | 301                         | Soap&Skin                                                                          |                                   |
| 31/08/2009               | 302                         | Metric                                                                             |                                   |
| 21/09/2009               | 303                         | Émilie Simon                                                                       |                                   |
| 05/10/2009               | 304                         | Girls                                                                              | Studio 105                        |
| 12/10/2009               | 305                         | Wild Beasts                                                                        | Studio 105                        |
| 26/10/2009               | 306                         | The XX                                                                             | Studio 105                        |
| 23/11/2009               | 307                         | The Pains of Being Pure at Heart                                                   | Studio 105                        |
| 18/01/2010               | 308                         | Local Natives                                                                      | Studio 105                        |
| 26/01/2010               | 309                         | Hot Chip                                                                           | Studio 106                        |
| 01/02/2010               | 310                         | Fool's Gold                                                                        | Studio 105                        |
| 22/02/2010               | 311                         | Le Loup et Field Music                                                             | Studio 105                        |
| 22/03/2010               | 312                         | Jessie Evans                                                                       | Studio 105                        |
| 29/03/2010               | 313                         | Raymonde Howard et Lonelady                                                        | Studio 105                        |
| 26/04/2010               | 314                         | Eagle Seagull                                                                      | Studio 105                        |
| 31/05/2010               | 315                         | Willowz                                                                            | Studio 105                        |
| 30/08/2010               | 316                         | Band of Horses                                                                     | Studio 105                        |
| 06/09/2010               | 317                         | Cocorosie                                                                          | Studio 105                        |
| 27/09/2010               | 318                         | Blonde Redhead                                                                     | Studio 105                        |
| 25/10/2010               | 319                         | Katerine                                                                           |                                   |
| 15/11/2010               | 320                         | Florent Marchet                                                                    |                                   |
| 13/12/2010               | 321                         | Crocodiles                                                                         |                                   |
| 17/01/2011               | 322                         | Anna Calvi                                                                         | Studio 105                        |
| 31/01/2011               | 323                         | Iron and Wine                                                                      |                                   |
| 24/02/2011               | 324                         | Warpaint                                                                           |                                   |
| 10/03/2011               | 325                         | The Joy Formidable                                                                 |                                   |
| 25/04/2011               | 326                         | Dum Dum Girls                                                                      |                                   |
| 04/05/2011               | 327                         | Timber Timbre                                                                      |                                   |
| 10/05/2011               | 328                         | Wire                                                                               |                                   |
| 16/05/2011               | 329                         | Elysian Fields                                                                     |                                   |
| 20/06/2011               | 330                         | Dark Dark Dark                                                                     |                                   |